# Kyo (band)
Kyo is een Franse popgroep die sinds 1994 bestaat.

## Bezetting
- Benoit Poher (zanger)
- Florian Dubos (gitarist)
- Fabien Dubos (drummer)
- Nicolas Chassagne (gitarist)

## Geschiedenis
Ze zijn begonnen door gewoon in hun garage te repeteren en op school (collège (Franse voortgezet onderwijsinstelling)) op te treden.
Yves Michel Aklé ziet de band in 1996 optreden, en vertelt hen dat ze een groot talent hebben. Hij gaat met hen later een contract tekenen bij Sony. Ze maken dan hun eerste single genaamd Il est temps, een nummer dat op hun debuutalbum Kyo staat.
In 1999 spelen ze voor een klein stukje mee in de clip van David Halliday. Tijdens de pauzes speelden ze voor de fun. Het verraste David Halliday toch dat ze zo goed konden spelen en vroeg hun of ze tijdens zijn tournee zijn voorprogramma wilden verzorgen.
In 2003 maken ze een single met de Nederlandse zangeres Sita Vermeulen: Le chemin, de eerste kennismaking van Kyo met het grote publiek. Dit nummer was de eerste single van het gelijknamige album, waarvan ook de singles Dernière danse, Je cours en Je saigne encore hits werden in Frankrijk.
In 2006 is hun nummer Contact een van de soundtracknummers in de game FIFA 06.
Ze hebben in totaal 6 cd's uit: Kyo (2000), Le Chemin (2002), 300 Lésions (2004), L'équilibre (2014), Dans la peau (2017) en La part des Lions (2021). In 2008 volgde nog een 'The Best of'. Onder andere de singles L'équilibre, Le Graal en Mon époque werden hits.